# Italian Hockey League Women 2023-2024
Il Campionato italiano femminile di hockey su ghiaccio 2023-2024, ufficialmente Italian Hockey League Women 2023-2024, è la trentaquattresima edizione di questo torneo, organizzato dalla FISG, la settima con la nuova denominazione.

## Partecipanti
Numerose sono le novità nel novero delle squadre partecipanti, che salgono da sei a sette. Confermano la loro presenza le prime tre classificate della stagione precedente, EV Bozen Eagles, HC Dobbiaco femminile e HC Lakers, oltre alle Piemont Rebelles. Anche la squadra femminile del Valdifiemme HC è rimasta, ma con la nuova denominazione di Trentino Women. Non si è iscritta la squadra femminile dell'Aosta Gladiators, di fatto sostituita dalla neonata squadra femminile dell'HC Varese. Torna ad essere poi presente una squadra veneta, la neonata sezione femminile dello Zoldo.
| Dobbiaco F.                          | Trentino-Alto Adige | Dobbiaco (BZ)     | Palaghiaccio di Dobbiaco            | ?     |
| EV Bozen Eagles (Campione in carica) | Trentino-Alto Adige | Bolzano (BZ)      | Palaonda                            | 7.220 |
| Lakers                               | Trentino-Alto Adige | Egna (BZ)         | WürthArena                          | 1.200 |
| Trentino Women                       | Trentino-Alto Adige | Cavalese (TN)     | Palazzetto del Ghiaccio di Cavalese | 2.300 |
| Zoldo F.                             | Veneto              | Val di Zoldo (BL) | Palazzo del ghiaccio Forno di Zoldo | ?     |
| Piemont Rebelles                     | Piemonte            | Pinerolo (TO)     | Stadio Olimpico                     | ?     |
| Varese F.                            | Lombardia           | Varese (VA)       | Acinque Ice Arena                   | 1.100 |

## Formula
Con l'aumento delle squadre è cambiata anche la formula. È rimasta invariata la prima fase della regular season, con la disputa di un girone di andata e ritorno tra tutte le squadre. È cambiata invece la disputa della seconda fase: al termine della prima fase le prime quattro classificate hanno avuto accesso al Master Round, mentre le restanti tre al Relegation Round. Entrambi i gironi si sono giocati con partite di sola andata, ed alle squadre è stato assegnato un bonus di punti sulla base del posizionamento al termine della prima fase: rispettivamente 3, 2, 1 e 0 punti per le squadre del Master Round; 2, 1 e 0 punti per le squadre del Relegation Round.
Le prime due squadre classificate al termine del Master Round hanno avuto accesso direttamente alle semifinali play-off, mentre la terza e la quarta hanno affrontato la prima e la seconda del Relegation Round nei pre-playoff.
I pre-playoff e le semifinali di play-off si sono giocate con gara di andata e ritorno, così come la finale per il terzo posto; la finale si è disputata invece al meglio dei tre incontri.

## Regular season

### Incontri
|                                                                          |                          |                           |                                 |                                 |                           |                            |                                 |
| Squadre                                                                  | Dobbiaco F.              | EV Bozen Eagles           | Lakers                          | Piemont Rebelles                | Trentino Women            | Varese F                   | Zoldo F.                        |
| Dobbiaco F.                                                              |                          | 5:4 referto (01/10/2023)  | 2:6 referto (07/10/2023)        | 3:2 d.t.s. referto (21/01/2024) | 1:7 referto (23/12/2023)  | 12:1 -referto (10/12/2023) | 3:2 referto (05/11/2023)        |
| EV Bozen Eagles                                                          | 5:0 referto (21/12/2023) |                           | 5:0 referto (14/11/2023)        | 1:0 d.t.r. referto (26/11/2023) | 10:1 referto (05/11/2023) | 11:0 referto (25/11/2023)  | 9:1 referto (27/01/2024)        |
| HC Lakers                                                                | 4:1 referto (14/01/2024) | 5:1 referto (15/10/2023)  |                                 | 0:1 referto (23/12/2023)        | 1:0 referto (03/12/2023)  | 6:1 referto (29/10/2023)   | 7:0 referto (01/10/2023)        |
| Piemont Rebelles                                                         | 3:2 referto (29/10/2023) | 0:2 referto (07/10/2023)  | 3:6 referto (22/10/2023)        |                                 | 5:2 referto (15/10/2023)  | 10:0 referto (20/01/2024)  | 5:0 referto (03/12/2023)        |
| Trentino Women                                                           | 5:2 referto (22/10/2023) | 0:8 referto (05/12/2023)  | 1:5 referto (08/12/2023)        | 3:2 d.t.s. referto (10/12/2023) |                           | 14:0 referto (01/10/2023)  | 6:7 d.t.r. referto (19/11/2023) |
| Varese F.                                                                | 2:3 referto (28/10/2023) | 0:16 referto (28/12/2023) | 0:16 referto (21/01/2024)       | 0:4 referto (05/11/2023)        | 1:12 referto (26/11/2023) |                            | 1:9 referto (23/12/2023)        |
| Zoldo F.                                                                 | 7:0 referto (26/01/2024) | 1:6 referto (29/10/2023)  | 4:3 d.t.s. referto (26/11/2023) | 2:1 referto (29/12/2023)        | 5:4 referto (14/01/2024)  | 7:0 referto (22/10/2023)   |                                 |
| Legenda: d.t.s.= dopo i tempi supplementari; d.r.= dopo i tiri di rigore |                          |                           |                                 |                                 |                           |                            |                                 |

### Classifica
|    |                  |       |    |   |     |     |    |    |     |
|    | Squadre          | Punti | PG | V | VOT | POT | P  | GF | GS  |
| 1. | EV Bozen Eagles  | 29    | 12 | 9 | 1   | 0   | 2  | 78 | 13  |
| 2. | Lakers           | 28    | 12 | 9 | 0   | 1   | 2  | 59 | 19  |
| 3. | Piemont Rebelles | 21    | 12 | 6 | 0   | 3   | 3  | 36 | 21  |
| 4. | Zoldo F.         | 19    | 12 | 5 | 2   | 0   | 5  | 45 | 45  |
| 5. | Trentino Women   | 15    | 12 | 4 | 1   | 1   | 6  | 55 | 47  |
| 6. | Dobbiaco F.      | 14    | 12 | 4 | 1   | 0   | 7  | 34 | 48  |
| 7. | Varese F.        | 0     | 12 | 0 | 0   | 0   | 12 | 6  | 120 |

Legenda:
      Ammesse al Master Round
      Ammesse al Relegation Round
Note:
Tre punti a vittoria, due punti a vittoria dopo overtime o rigori, un punto a sconfitta dopo overtime o rigori, zero a sconfitta.

## Seconda fase

### Master round
Al master round hanno avuto accesso le prime quattro classificate al termine della regular season. Si svolge un solo girone di andata, con le prime due classificate che giocano due incontri in casa e uno in trasferta.

#### Incontri
|                                                                          |                           |                          |                          |                          |
| Squadre                                                                  | EV Bozen Eagles           | Lakers                   | Piemont Rebelles         | Zoldo F.                 |
| EV Bozen Eagles                                                          |                           | 3:0 referto (13/02/2024) | 5:0 referto (17/02/2024) |                          |
| HC Lakers                                                                |                           |                          | 7:1 referto (04/02/2024) | 2:3 referto (15/02/2024) |
| Piemont Rebelles                                                         |                           |                          |                          | 1:3 referto (18/02/2024) |
| Zoldo F.                                                                 | 1:10 referto (04/02/2024) |                          |                          |                          |
| Legenda: d.t.s.= dopo i tempi supplementari; d.r.= dopo i tiri di rigore |                           |                          |                          |                          |

#### Classifica
|    |                  |       |    |   |     |     |   |    |    |
|    | Squadre          | Punti | PG | V | VOT | POT | P | GF | GS |
| 1. | EV Bozen Eagles  | 12    | 3  | 3 | 0   | 0   | 0 | 18 | 1  |
| 2. | Zoldo F.         | 6     | 3  | 2 | 0   | 0   | 1 | 7  | 13 |
| 3. | Lakers           | 5     | 3  | 1 | 0   | 0   | 2 | 9  | 7  |
| 4. | Piemont Rebelles | 1     | 3  | 0 | 0   | 0   | 3 | 2  | 15 |

Legenda:
      Ammesse alle semifinali dei play-off
      Ammesse ai pre-playoff

### Relegation round
Al relegation round hanno avuto accesso le ultime tre classificate al termine della regular season. Si è disputato un solo girone di andata, con ciascuna squadra a disputare un incontro in casa ed uno in trasferta.

#### Incontri
|                                                                          |                          |                           |                          |
| Squadre                                                                  | Dobbiaco F.              | Trentino Women            | Varese F                 |
| Dobbiaco F.                                                              |                          |                           | 6:0 referto (10/02/2024) |
| Trentino Women                                                           | 3:2 referto (04/02/2024) |                           |                          |
| Varese F.                                                                |                          | 2:11 referto (17/02/2024) |                          |
| Legenda: d.t.s.= dopo i tempi supplementari; d.r.= dopo i tiri di rigore |                          |                           |                          |

#### Classifica
|    |                |       |    |   |     |     |   |    |    |
|    | Squadre        | Punti | PG | V | VOT | POT | P | GF | GS |
| 1. | Trentino Women | 8     | 2  | 2 | 0   | 0   | 0 | 14 | 4  |
| 2. | Dobbiaco F.    | 4     | 2  | 1 | 0   | 0   | 1 | 8  | 3  |
| 3. | Varese F.      | 0     | 2  | 0 | 0   | 0   | 2 | 2  | 17 |

Legenda:
      Ammesse ai pre-playoff
      Eliminata

## Play-off

### Tabellone
|  | Pre-playoff | Pre-playoff      | Pre-playoff      | Pre-playoff | Pre-playoff |  |  | Semifinali | Semifinali      | Semifinali      | Semifinali | Semifinali |   |   | Finale          | Finale          | Finale          | Finale          | Finale          |  |
|  |             |                  |                  |             |             |  |  |            |                 |                 |            |            |   |   |                 |                 |                 |                 |                 |  |
|  |             |                  |                  |             |             |  |  | 1M         | EV Bozen Eagles | EV Bozen Eagles | 4          | 4          |   |   |                 |                 |                 |                 |                 |  |
|  | 3M          | Lakers           | Lakers           | 4           | 7           |  |  | 3M         | Lakers          | Lakers          | 1          | 0          |   |   |                 |                 |                 |                 |                 |  |
|  | 2R          | Dobbiaco F.      | Dobbiaco F.      | 1           | 3           |  |  |            |                 |                 |            |            |   |   | 1M              | EV Bozen Eagles | EV Bozen Eagles | 8               | 10              |  |
|  |             |                  |                  |             |             |  |  |            |                 | 2M              | Zoldo F.   | Zoldo F.   | 0 | 0 |                 |                 |                 |                 |                 |  |
|  |             |                  |                  |             |             |  |  | 2M         | Zoldo F.        | Zoldo F.        | 3          | 2‡         |   |   |                 |                 |                 |                 |                 |  |
|  | 4M          | Piemont Rebelles | Piemont Rebelles | 1           | 3           |  |  | 1R         | Trentino Women  | Trentino Women  | 1          | 3          |   |   |                 |                 |                 |                 |                 |  |
|  | 1R          | Trentino Women   | Trentino Women   | 1           | 4           |  |  |            |                 |                 |            |            |   |   | Finale 3º posto | Finale 3º posto | Finale 3º posto | Finale 3º posto | Finale 3º posto |  |
|  |             |                  |                  |             |             |  |  |            |                 |                 |            |            |   |   |                 |                 |                 |                 |                 |  |
|  |             |                  |                  |             |             |  |  |            |                 |                 |            |            |   |   | 3M              | Lakers          | Lakers          | 5               | 3               |  |
|  |             |                  |                  |             |             |  |  |            |                 |                 |            |            |   |   | 1R              | Trentino Women  | Trentino Women  | 7               | 3               |  |

Legenda: †= terminata ai tempi supplementari; ‡= terminata ai tiri di rigore

### Incontri

#### Pre-playoff

##### Andata
| Arbitri: | Luca Grisenti Konrad Kofler |

|                                   |           | |
| Mohr (Grunser, Pramstaller) 13:27 | Marcatori | 0:50 Bozzi (B. Larger, Stocker) 31:34 B. Larger (Stocker) 48:37 Engele (B. Larger) 31:34 Bozzi (Engele, B. Larger) |

| Arbitri: | Alessio Bedana Gabriel Farkas |

|                                    |           |                                         |
| N. Varesco (Labruna, Tondini) 9:42 | Marcatori | 2:32 Kudrnova (Giustetto, V. Trombetta) |

##### Ritorno
| Arbitri: | Mara Da Rech Daniela Egger |

| |           |                                                              |
| Bozzi (Engele) 0:33 Zanettini 2:23 Rohregger (Bozzi) 14:04 B. Larger 25:38 Bozzi 36:29 Gruber 48:32 B. Larger 57:02 | Marcatori | 26:54 Stauder (Pramstaller, Volkan) 38:20 Grunser 41:28 Mohr |

| Arbitri: | Daniele Francesco Doriguzzi Toia Davide Picco |

| |           |                                                                                  |
| E. Trombetta (Iacomuzio, Ele. Ballardini) 9:42 Roccella (Di Giovanni, E. Trombetta) 33:00 Ele. Ballardini (Iacomuzio) 38:27 | Marcatori | 3:38 Gasperini 3:38 Labruna (Trettel) 18:05 N. Varesco 35:28 Gasperini (Labruna) |

#### Semifinali

##### Andata
| Arbitri: | Daniela Egger Thomas Egger |

|                                 |           | |
| B. Larger (Gruber, Bozzi) 56:42 | Marcatori | 21:51 Perri (Abatangelo, Bedont) 23:26 Santullo 34:52 Callovini (Heidenberger) 54:09 Perri (Giuliani) |

| Arbitri: | Mirco Fabrizio Da Pian Chiara Iori |

|                                       |           | |
| Gasperini (N. Varesco, Toffano) 30:31 | Marcatori | 11:55 De Fanti (De Bortoli, Da Ponte Becher) 28:16 Cossalter (De Bortoli, Campo Bagatin) 36:52 De Bortoli (De Rocco) |

##### Ritorno
| Arbitri: | Lukas Fleischmann Noel Ilmer |

| |           |  |
| Abatangelo (Bonafini) 8:44 Santullo (Abatangelo) 19:19 Abatangelo (Bonafini, Santullo) 44:51 Bonafini 49:37 | Marcatori |  |

| Arbitri: | Giulio Soia Luca Cassol |

|                     |            |                                                                     |
| Campo Bagatin 25:08 | Marcatori  | 5:21 Kristo 15:16 N. Varesco (Pisetta) 34:55 N. Varesco (Gasperini) |
| 3                   | Shootout – | 2                                                                   |

#### Finale 3º/4º posto

##### Andata
| Arbitro: | Thomas Egger |

| |           | |
| Kristo (Gasperini, Trettel) 6:03 Gasperini (Toffano, Barbolini) 19:49 Labruna (Pisetta, Trettel) 20:20 Gasperini (N. Varesco, Kristo) 33:31 Pisetta (Kristo, Moser) 44:57 Pisetta (N. Varesco, Labruna) 56:32 N. Varesco 59:50 | Marcatori | 4:53 B. Larger (Bonata, Gallmetzer) 18:51 Perathoner (Bozzi, Rohregger) 34:31 Bozzi 53:51 B. Larger (Engele, Gruber) 55:38 Perathoner (B. Larger, Gallmetzer) |

##### Ritorno
| Arbitro: | Stefano Ricco |

|                                                                                            |           | |
| Perathoner (B. Larger, Stocker) 12:39 Perathoner (Hackhofer, Thoma) 55:36 Perathoner 56:48 | Marcatori | 10:05 Pisetta (N. Varesco, Labruna) 30:16 Labruna (N. Varesco) 58:58 Toffano (Gasperini, A. Varesco) |

#### Finale

##### Gara 1
| Arbitro: | Marco Fabrizio Da Pian |

|  |           | |
|  | Marcatori | 4:38 Heidenberger (Weber) 9:51 Callovini (Fortino) 10:29 Bedont (Giuliani) 28:18 Abatangelo (Fortino) 34:32 Fortino (Santullo) 43:19 Bonafini (Miribung) 53:04 Bonafini (Miribung, Callovini) 58:22 Bonafini (Bedont) |

##### Gara 2
| Arbitro: | Thomas Egger |

| |           |  |
| Weber (Giuliani, Fortino) 4:41 Giuliani (Mair, Bedont) 14:15 Abatangelo (Todesco, Bonafini) 15:17 Pierri (Todesco, Fortino) 18:59 Abatangelo (Cereghini, Fortino) 21:40 Heidenberger (De Cristofaro, Callovini) 22:02 Abatangelo (Bonafini, Fortino) 28:22 Abatangelo (Fortino, Cereghini) 35:40 Heidenberger (Fortino, Cereghini) 39:14 Giuliani (Weber, Fortino) 50:41 | Marcatori |  |

## Squadra campione d'Italia
| EV Bozen Eagles (13º titolo) | Portieri: Daniela Klotz, Martina Marangoni Difensori: Maddalena Bedont, Anna Bertoluzzo, Emma Cereghini, Mara Da Rech, Laura Fortino, Elisa Innocenti, Jacqueline Pierri (C), Emma Rindone Attaccanti: Aurora Abatangelo, Eleonora Bonafini, Anna Callovini, Emily De Cristofaro, Ginevra Giovenzana, Annalisa Giuliani, Manuela Heidenberger, Sara Maria Magnanini, Lea Mair, Sina Miribung, Eliana Nobile, Georgiana Santullo, Giorgia Todesco, Alessandra Weber, Thalia Elise Zolis Allenatore: Stefano Daprà |